# Ferulago trojana
Ferulago trojana là một loài thực vật có hoa trong họ Hoa tán. Loài này được Akalin & Pimenov mô tả khoa học đầu tiên năm 2004.